# Can Parera de Canyes
Can Parera de Canyes és una masia gòtica de Sant Pere de Vilamajor (Vallès Oriental) protegida com a Bé Cultural d'Interès Local.

## Descripció
Masia amb moltes dependències, envoltada per unes poques cases de més nova planta. La teulada és a dues vessants. A la façana cal destacar la porta, dovellada, un rellotge de sol i les finestres. N'hi ha d'arc escarser, allindades, una d'elles amb unes columnetes que acaben en cares de serafins, i una finestra conopial amb bona traceria.

## Història
La primera referència a Can Perera és de l'any 950. L'edifici actual és del segle xvi. Avui dia es veu molt restaurat.